# پایپر پی‌ای-۳۸ توماهاوک
پایپر پی‌ای-۳۸ توماهاوک (به انگلیسی: Piper PA-38 Tomahawk) یک هواگرد از نوع هواگرد سبک ساخت شرکت پایپر ایرکرفت است. این هواگرد در سال ۱۹۷۸ میلادی رسماً معرفی گردید و در سال‌های ۱۹۷۸–۱۹۸۲ تولید شده‌است. در مجموع، تعداد ۲٬۴۸۴ فروند از این هواگرد ساخته شده‌است.